# Polia crydina
Polia crydina är en fjärilsart som beskrevs av Dyar 1904. Polia crydina ingår i släktet Polia och familjen nattflyn. Inga underarter finns listade i Catalogue of Life.